# Lost Stars
Pistes de V (édition deluxe)
Sex and Candy
(13)
Lost Stars est une chanson originale interprétée par Adam Levine, auteur-compositeur-interprète américain et membre du groupe Maroon 5, pour le film New York Melody. Elle est sortie le 26 janvier 2015 par les labels ALXNDR, 222 Records, Polydor et Interscope aux États-Unis. Écrit par Gregg Alexander, Danielle Brisebois, Nick Lashley ainsi que par Nick Southwood et enregistré dans les studios Electric Lady à New York au cours de l’été 2012, le morceau est aussi interprété par l’actrice Keira Knightley dans le long-métrage.

## Classement hebdomadaire
| Classement (2014)            | Meilleure position |
| ---------------------------- | ------------------ |
| Indonésie (numérique)        | 3                  |
| Malaisie (numérique)         | 16                 |
| Philippines (numérique)      | 1                  |
| Singapour (numérique)        | 5                  |
| Thaïlande (numérique)        | 1                  |
| Viêt Nam (Music Weekly Asia) | 6                  |